# قراملک

اهالی محله قراملک تبریز - نمای جنوبی فرش آباد در میدان ماشین‌سازی تبریز - دهه چهل شمسی.

قراملک (به محاوره: قره ملیک) یکی از محله‌های کهن و تاریخی‌ شهر تبریز است.
  
این محله از سمت شمال به آجی چای از غرب به آزادراه شهید باکری و دشت تبریز و از جنوب به رواسان و کوی کارمندان راه آهن تبریز و از شرق به محله حکم‌آباد و شام غازان منتهی می‌شود.
این محله  با 1.25 کیلومتر مربع مساحت در انتهای غربی تبریز و در داخل جلگه حاصلخیز تبریز کنار(آجی چای)واقع شده‌است.
قراملک تبریز یکی از دروازه های ورود به شهر می بود و خواروبار از سمت آرونق و انزاب از این دروازه وارد تبریز می شد. 
باغات قراملک در گذشته ای نه چندان دور بهمراه دیگر محلات باغ شهر تبریز را بوجود آورده بودند و قراملک بواسطه باغ های پردرخت محصور بوده است. 
قراملک بهمراه حکم آباد قطب کشت سبزی و  صیفی جات آذربایجان شرقی می باشند  و در گذشته ای نه چندان دور خربزه قراملک معروف بود و بهترین محصول قراملک بحساب می آمد همچنین باغات انگور (قانالیق) در قراملک مشهور بوده است در حال حاضر باقلا (در زبان محلی پخله ) و گوجه فرنگی از محصولات کشاورزی قراملک محسوب می شود و سالیانه جشنواره باقلا قراملک در این محله برگزار می شود. 
شغل اکثر مردم در قراملک [قبل از پهلوی اول و قاجاریه] باغبانی، گندم کاری و گله داری می بود و کسانی مهمان نواز می باشند و همیشه جوانان دلیر میانشان فراوانست.
مسجد جامع قراملک(بؤیؤک مچید) ، امام حسین(کربلایی قربان سابق) (عامیانه: آشاغی کوچه مچیدی)، حضرت صاحب الزمان (عامیانه:خلفلر مچیدی) و قانلی کؤینک و دسته مچید و غلامعلی مچیدی از مهم‌ترین مساجد در میان مساجد ده‌گانهٔ محلهٔ قراملک است. 

جداره و سردرب حجره ای قدیمی در قراملک.

در عهد ناصرالدین شاه باروهای شهر به کلی از بین رفت.
بدین جهت قسمتی از شهر که موسوم به قلعه (شامل محلات: چارمنار، سرخاب، شتربان(دوه چی)، ویجویه [عامیانه : ورجی]، مهادمهین [عامیانه : میارمیار]، نوبر، مقصودیه و غیره) بود اکنون از قسمت بیرون حصار (محلات: اهراب، لیل آباد [عامیانه : لیلاوا]، چرنداب، خیابان، باغمیشه... الخ) جدا نیست و همچنین قصبات حومهٔ قدیم واقع در سمت مغرب شهر (امیرخیز، چوست دوزان، حکم‌آباد [عامیانه : هکماوار]، قراملک، قره آغاج، آخونی، کوچه‌باغ، خطیب) و مارالان (واقع در سمت جنوب شرقی) به شهر ملحق شده‌است و شهر از سمت غرب و جنوب غربی توسعه می‌یابد.

به همین سبب در حال حاضر نیز معمول است که پا به سن گذاشته‌ها فقط قسمت بازار تبریز و داخل قلعه را شهر یا به اصطلاح ترکی «قالا» یعنی قلعه می‌خوانند. 

نمای درونی مسجد امام حسین (ع) قراملک.

همان‌طور که ذکر شد قراملک به همراه خطیب و شنب غازان تا قبل حکومت ناصرالدین‌شاه قاجار جزو قصبات حومه غرب تبریز به حساب می‌آمدند به همین جهت این مناطق نسبت به دیگر محلات مرکزی تبریز تاریخ مستقلی را دارا می‌باشند.

مسجد اعظم امام حسین(ع).

دربارهٔ قدمت قراملک اطلاعی بیشتری در دست نیست اما با توجه به داستانهای موجود در ادبیات شفاهی بین مردم قدمت این منطقه به دوران حکومت اتابکان آذربایجان مربوط می‌شود لازم بذکر است که در بین عموم اهالی قراملک چنین مشهور است که قراملک با وسعت فوق در منطقه کنونی از مهاجرت ساکنان "اصلی کند" در جاده ارونق کنار کنارگذر غرب تبریز کنونی (مزار باجی-قردش) و  از بهم پیوستگی چند آبادی خرد در نزدیکی بوجود آمده است و اهالی از پدران خود نسل در نسل شنیده اند که موطن اصلیشان آنجا بوده است و همچنین با توجه به چارداقهای با طرح بخصوص و منحصربه‌فرد گنبدی شکل بجا مانده در اراضی کشاورزی قراملک که جزو ابتدایی‌ترین خانه‌های بشریت می‌باشد این منطقه حرفهای زیادی دربارهٔ قدمت خود دارد که مجال کارشناسی زیادی را می‌طلبد.
پوشش زنان قراملکی و شام غازانی در قدیم چادرشب های بخصوص و منحصربفردی بوده است که به لهجه محلی "آلا چرشاب" (چادر شب رنگی) می گفتند که طرح آن شطرنجی بوده و پارچه آن در خود محله بافته می شد.

قراملک محل عبور جاده ابریشم بوده است و این محله در جاده ارونق و خوی افتاده است و این [جاده] جاده ی بزرگ شهر است. 
عهدنامه ای که در نشست قراملک توافق و در ترکمانچای امضا شد.
مفاد عهدنامه ترکمانچای در سال 1206 شمسی بین نماینده عباس میرزا ، میرزا ابوالقاسم قائم مقام فراهانی با نماینده ژنرال پاسکویچ روس در نشستی در قراملک (با توجه به اینکه قراملک دروازه ورود به شهر از طرف غرب میبود و اوضاع وخیم مرکز شهر) مورد توافق قرار گرفت و طرفین مفاد را برای مافوق خود برده و از بخت خوش قراملک عباس میرزا در ترکمانچای امضا کرده و با نام عهدنامه  ترکمانچای به ثبت رسید.

در جریان انقلاب مشروطه، این محله از مهم‌ترین و تأثیرگذارترین محله‌های شهر بوده و هم چون دیگر محلات چند دستگی بینشان بوده است و بعضی قراملکیان از عالم دینی خود مرحوم آیت الله میرزا حسن مجتهد تبریزی امام جمعه تبریز که مشروطه مشروعه خواه بوده‌ است پیروی می‌کردند و اینکه قراملکیان هواخواه دولت شدند بعلت وابستگی بود که به میرزاحسن مجتهد داشتند و تاریخ شاهد می‌باشد که بعد از بازگشت از تبعید ایشان را با استقبال کم‌نظیر بروی دوش خود وارد شهر کردند و با نظر مجتهدشان مشروطه را غربی میدانستند.
بعضی نیز همچون گروه معروف به نایب علی اکبر قراملکی که از شجاع نظام مرندی صمد خان شجاع الدوله لقب رشیدالایاله دریافت کرده بود و در داخل محله نیز به خان نایب معروف بوده است در کنار 
« منصور دیوان قراملکی» و  «قره صادق قره ملکی» طرفدار شاه قاجار بوده و علیه مجاهدان میجنگیدند، می باشند و بعضی از ایشان نیز از مجاهدین مشروطه خواه بوده تا جایی که شخصیتهایی معروف و نزدیک ستارخان مانند توتونچی اوغلی (ابراهیم خواهرزاده سرتیپ قراملکی) و شخصیتهای با اخلاصی چون حاج جلیل(یاقوتی)، ایمانوردی در تاریخ ثبت شده اند. 

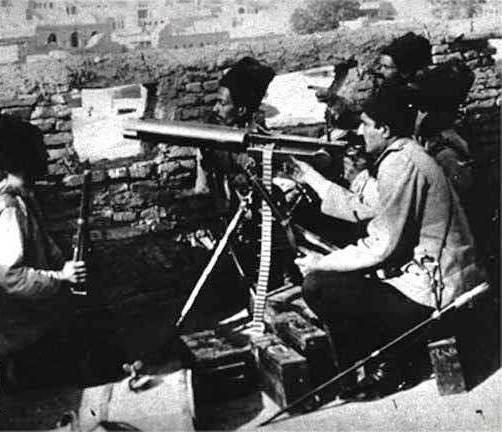
رضاخان پهلوی پشت مسلسل

حاج صمد مراغه ای از طرف محمدعلی‌شاه قاجار مأمور به سرکوب جنبش مشروطه می‌شود و دسته قزاق به سردستگی رضاخان پهلوی که در آنزمان مسلسلچی بوده به همراه کردها در کنار این محله اردو می‌زنند
بعد از انقلاب مشروطه و اشغال تبریز توسط روس ها (در سال 1290 شمسی)
قراملکیان نقش بسزایی در دفاع از تبریز در مقابل اشغالگران داشتند و شخصیتهایی مانند توپچی محمد(فردی) قراملکی، توپچی کریم(نیکی) قراملکی و سلیمان قراملکی از مجاهدین در مقابله با اشغالگران روس در سنگرهای مختلف تبریز بودند.
در زمان حکومت فرقه دموکرات آذربایجان در میدان قدس قراملک روبروی مسجد امام حسین اداره ای برای پیشبرد امور فرقه ایجاد شده بود که عامیانه به آن اداره حیاطی می گفتند و حسن نایبی(عامیانه:حسن نایب) بعنوان افسر سیاسی و غلام خالااوغلی(محمدزاده) و رحیم قراملکی بعنوان افسر توپخانه و حسین شب خیز (عامیانه:حسین لیتیانت) بعنوان کیچیک لیتیانت پیاده از افسران ارشد حکومت در قراملک بودند. 

میدان تاریخی و قدیمی قراملک در مرکز محله، با محوریت مسجد تاریخی جامع قراملک(بویوک مچید) که متشکل از حمام تاریخی ناظم الدوله دیبا و مکتب خانه بوده و با اسم قدیمی کند ایچی که بعدها به میدان حسینیه تغییر یافته است، می باشد. 
این میدان محل تجمع عظیم هیئت های عزاداری شاه حسین گویان قراملک در شب و ظهر عاشورا می باشد.
مراسم عزاداری حضرت اباعبدالله الحسین (ع) در قراملک علاوه بر بعد مذهبی دارای بعد اجتماعی نیز می باشد چنانچه در رسمی زیبا و و دیرینه شاه حسین گویان میدان حسینیه و دیگر عزاداران هیئت ها در شب تاسوعا مهمان شاه حسین گویان آشاغی کوچه می شود و فردای آن شب در شب عاشورا شاه حسین گویان میدان قدس  مهمان عزاداران میدان حسینیه می شود و با این رسم بجا مانده از قدیم اتحاد بین اهالی محله در قالب عزاداری ابا عبدالله الحسین به نمایش گذاشته می شود.
میدان تاریخی حسینیه قراملک از دیرباز کانون خرید و فروش محصولات کشاورزان نیز بوده‌ است و همچنین به لحاظ سیاسی این میدان نقش ژئوپلتیکی خود را در تاریخ حفظ کرده چنانچه در خاطرات پیشه وری در زمان حکومت فرقه دموکرات آذربایجان محل جمع آوری رأی یاد شده است.
در واقع میدان حسینیه کانون اقتصادی، فرهنگی، اجتماعی، مذهبی و سیاسی قراملک می‌باشد. 
میدان تاریخی خرمنگاه محلی هموار و عمومی که زارعان و گندم کاران قراملک قدیم الایام در آنجا گندم یا جو درو شده خود را به‌وسیلۀ خرمن‌کوب می‌کوبیدند تا کاه از دانه جدا شده و سپس محصول خود را جمع آوری کنند. این مکان در پشت مدرسه فجر قراملک می باشد که بعدها تبدیل به زمین فوتبال و محل اجرای همایش شبیه خوانی شد. این مکان در مالکیت شخصی خاص نیست و عموما در مالکیت زارعان می باشد. این مکان تاریخی خط جبهه جنگ مجاهدین مشروطه با مخالفین بوده است و مجاهدین مشروطه در جنگ قراملک خود را از طرق شهر چای و آجی چای به 
«خرمنگاه» رسانده و از این مکان درگیری بین دو طرف بالا گرفته و مخالفین در قراملک از ورود مجاهدین به قراملک جلوگیری کردند. 
مکتب خانه قراملک در ضلع غربی مجموعه تاریخی میدان حسینیه جنب مسجد جامع قراملک قرار داشت که میرزا علی اکبر بن علی قراملکی تبریزی مشهور به واعظ (معروف به بیوک میرزا صاحب اثر فرادیس الجنان فی معرفة السبحان)  آخرین استاد این مکتب خانه بود و همچنین از معلمان برجسته به شیوه مکتب خانه در قراملک دو بانوی عالمه به نام های  «ملا فاطمه خانیم» و  «ملا حلیمه خانیم»  که استادان مرحوم حجت الاسلام آقای علی اکبر نیازی و بسیاری از دختران و پسران در آنزمان بوده و افتخار شاگردی ایشان را داشتند.
بعدها در سال 1325 شمسی اولین مدرسه قراملک به شیوه نوین تاسیس و نام مدرسه لعلی تبریزی(شاعر و حکیم مظفرالدین شاه قاجار ) نامگذاری شد و مکتب خانه قراملک به تاریخ پیوست.
لهجه اهالی قراملک از لهجه قدیمی تبریز تبعیت می‌کند.
محلهٔ قراملک در حوزهٔ استحفاظی شهرداری منطقه شش تبریز قرار گرفته‌است.

## وجه تسمیه
از لحاظ لغوی قراملک کلمه‌ای است ترکی که از دو واژهٔ (قرا+ملک) تشکیل شده‌ است. هرگاه کلمات آق قرا، گوی و قزل با اسماء عام و عادی بکار روند پیشوندها صفت مطلق رنگها را بیان می کنند. مانند آق دستمال، گوی منجوق، قزل آلما وصدها مثال دیگر ولی هرگاه استعمال این کلمات ترکی چگونگی اسماء عام را تغییر داده و آنها را به صورت خاص و اعلام ارائه نمایند در این صورت پیشوندهای مزبور بمعنی بزرگ، عظیم شکوهمند، نیرومند، شریف و مقدس نامها را توصیف نموده است. مانند قراخان ،قراعثمان، قراقروم و قراقویونلو

در کتب تاریخی دوران مشروطه هم از قره ملک و هم قراملک استفاده شده است. 
پروفسور پاشا افندیئو Paşa Əfəndiyev فلکلورشناس معروف آذربایجانی در کتاب آذربایجان شفاهی خلق ادبیاتی در وجه تسمیه قراملک می‌نویسد که در زمان حکومت اتابکان آذربایجان پهلوانی جوان، فقیر و سیه چرده از تبریز طبق رسم آن زمانه در کشتی‌های معروف شاهزاده جهان پهلوان به اصرار مادر پیرش شرکت کرده و در دید حیرت زدهٔ مردم موفق می‌شود پشت پسر جهان پهلوان را سه بار بر زمین زده و بر پهلوان اتابکان غالب می‌شود این موفقیت چنان مردم تبریز را حیرت‌زده می‌کند که این پهلوان زبان زد عام و خاص می‌شود و بدنبال این شهرت مردان حکومتی با وی دشمنی می‌کنند و این ماجرا با حمله طغرل سلجوقی به تبریز مصادف می‌شود و با درخواست رئیس قلعه بیگی شمس الدین عثمان طغرایی وزیر حکیم دولت اتابکان و دفاع جانانه و غیرتمندانه قاراملیک به همراه گروهش از تبریز و کشته شدنش در راه وطن مادری خویش در تاریخ قهرمانان ملی ثبت می‌شود. از آنزمان مردم تبریز نام این محله از شهر تبریز را به نام آن قهرمان ملی، قاراملیک نامیدند. 

قراملک عثمان یا قره عثمان  بنیانگذار حکومت آق قویونلوها به پایتختی تبریز با پیشوند قراملک یکی از نکته های تاریک تاریخ قراملک محسوب می شود.
بعضی از صاحب نظران علت نام‌گذاری این محله را به قرن هفدهم و اسطوره های عشق اصلی و کرم در دوران صفویه مربوط می‌دانند. چرا که نام پدر اصلی یا آسلی (مریم)، قاراملیک بوده‌است و چون قاراملیک خود در منطقه کنونی قراملک سکنا داشته‌است این منطقه به این نام نامیده شده‌است.
با توجه به اینکه حکومت اتابکان آذربایجان قبل از حکومت صفویه بوده‌است بنظر می‌رسد که قاراملیک پدر اصلی نیز بخاطر اینکه اهل این منطقه بوده‌است، به پسوند منتسب به این منطقه یعنی قاراملیک نامیده شده‌است همچنان که اهالی بومی در حال حاضر نیز قراملکی نامیده می‌شوند.

## قراملک تبریز خواستگاه اصلی و کرم؛ اسطوره های عشق آذربایجان
پروفسور سلطان تولو فولکلور شناس مشهور ترکیه ای در کتاب شاهزاده کرم و اصلی خان حوادث داستان اصلی و کرم را با استناد به روایت ترکمنی در چاپ سنگی موجود در ترکمنستان و روایت خراسانی عاشیقلار، شهر تبریز عنوان می کند.میرعلی سید سلامت اسطوره شناس شهیر تبریزی در کتاب اصلی و کرم هم با توجه به اسامی مکان هایی که در همه روایت ها ذکر شده و مسافت هایی که کرم بدنبال اصلی پیموده است تنها شهر تبریز از سه شهر ذکر شده در روایت های مختلف (اصفهان، گنجه و تبریز) مکان وقوع حوادث اعلام میکند.

## آثار تاریخی قراملك
قراملک بعلت دوری از مرکز شهر همیشه مورد کم لطفی مسؤلین بوده و هست و مکانهای مقدس و تاریخی این منطقه دستخوش نابودی قرار گرفته‌اند.

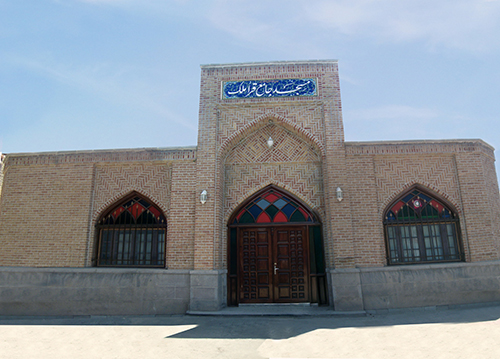
مسجد تاریخی جامع قراملک

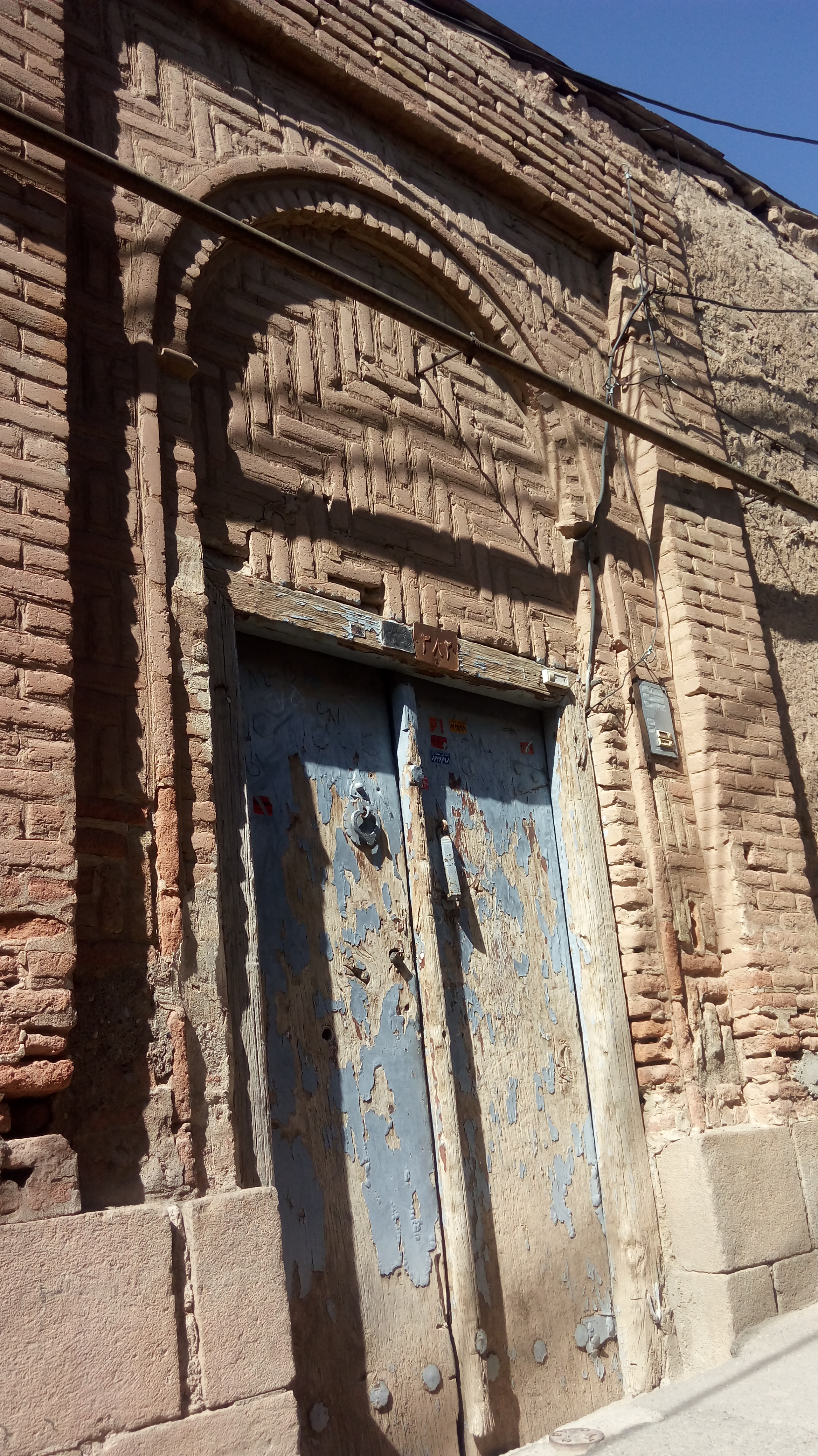
سردرب عمارت قدیمی دییرمان چی (ناصری)

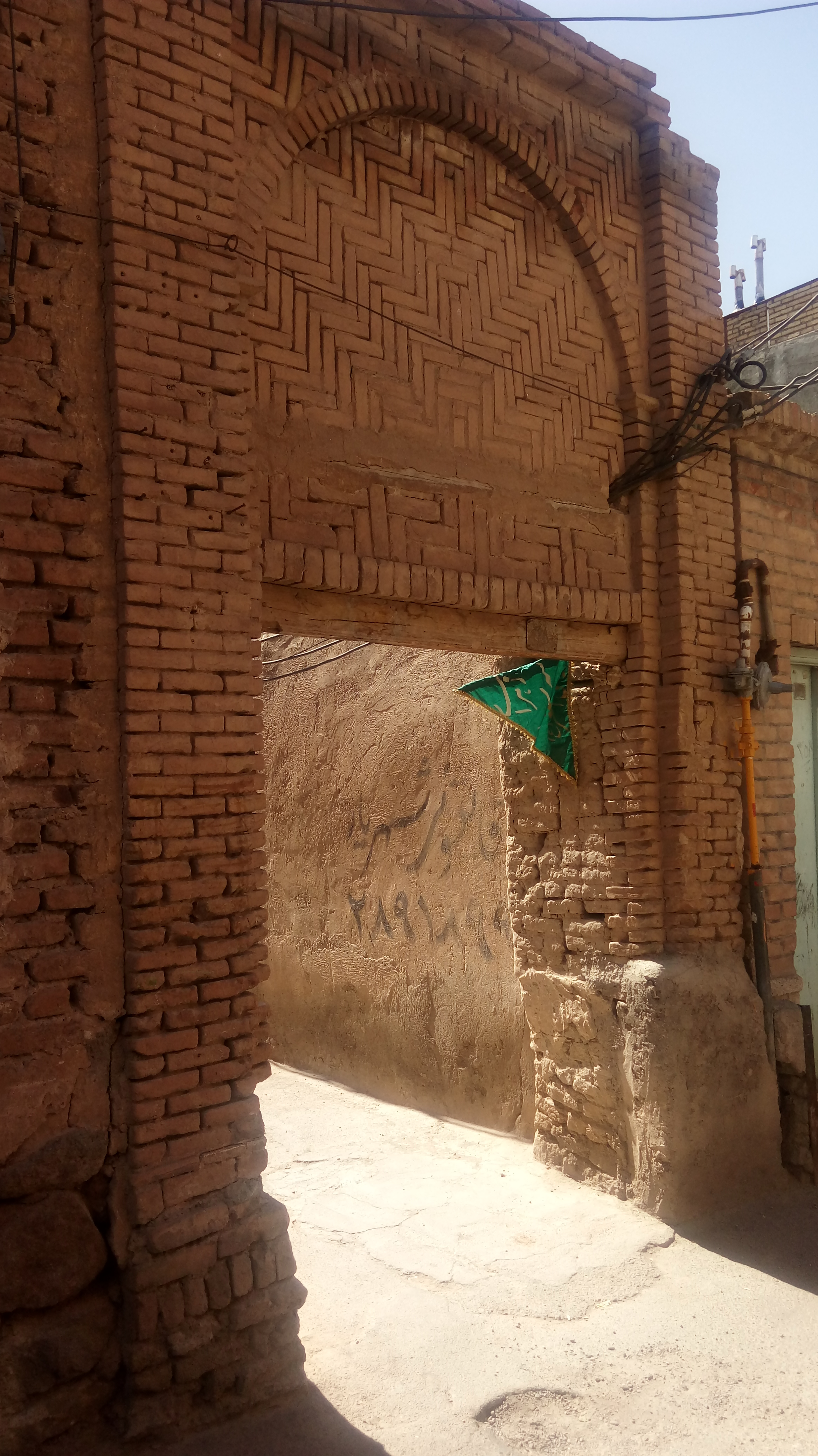
سردرب عمارت قدیمی ابوطالب اوغلی(خوش منظر)

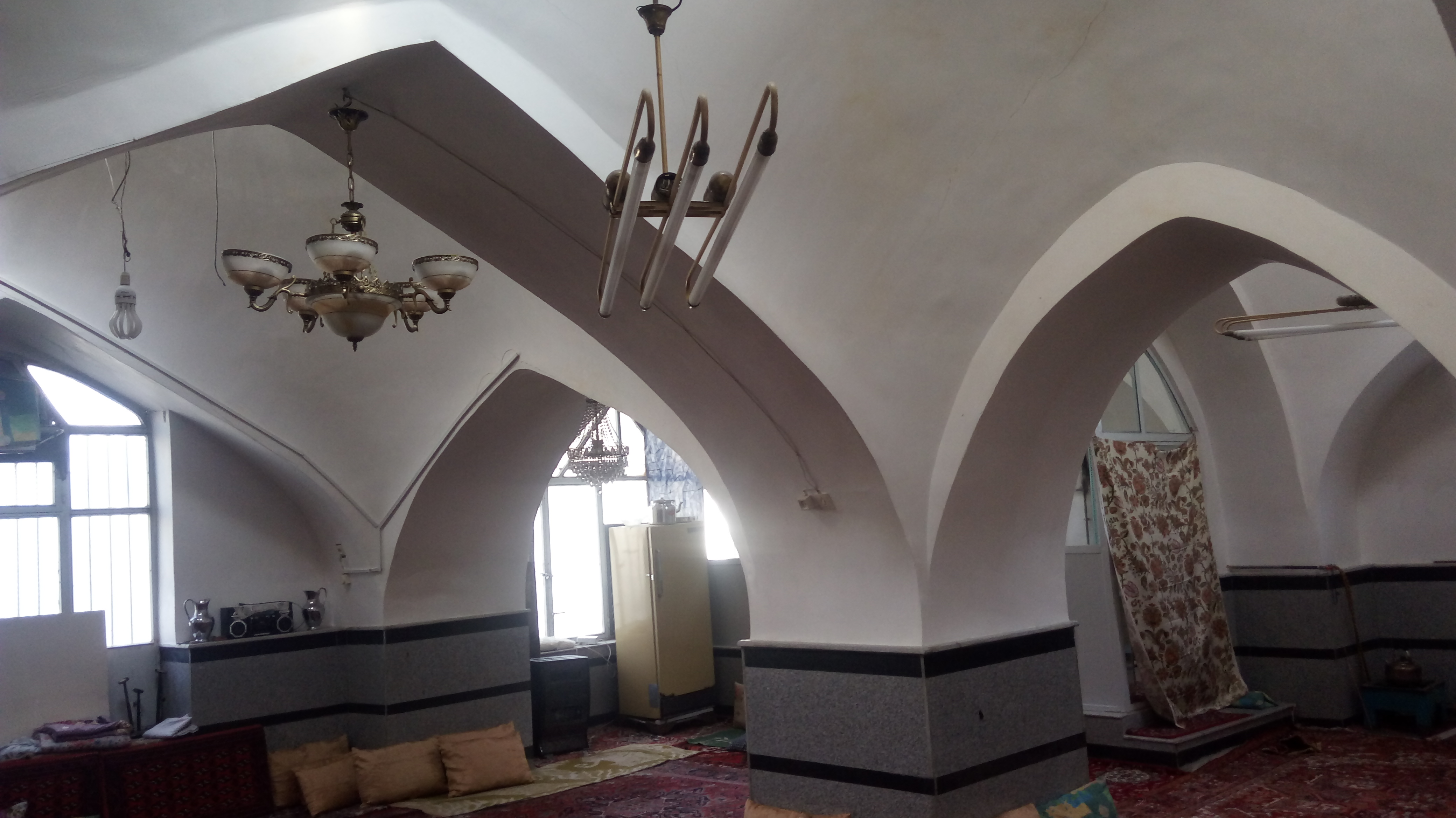
مسجد تاریخی قانلی کؤینک قراملک

از آثار تاریخی محله تاریخی،فرهنگی قراملک میدان تاریخی حسینیه قراملک که همانند میدان صاحب الامر تبریز و میدان نقش جهان اصفهان مجموعه می باشد و دارای مسجد تاریخی جامع قراملک  که بجا مانده از دوران صفوی می‌باشد در سال 1386 در فهرست آثار ملی ثبت شده و حمام تاریخی و منحصربفرد ناظم الدوله دیبا واقع در ضلع شمالی میدان، مستراح قدیمی با کتیبه سنگی و مکتب خانه تاریخی که تبدیل به مغازه شده، می باشد. در میان بناهای تاریخی مسجد تاریخی قانلی کؤینک(قانلی کؤینه مچیدی) که در سال 1401 در فهرست آثار ملی ثبت شده است و مسجد تاریخی "دسته" که محل تجمع و آغاز دسته عزاداران عرب و عجم و زنجیرزنی هیئت بزرگ حسینی قراملک بوده و می باشد از خانه های تاریخی که نیاز به مرمت و ثبت ملی دارند خانه تاریخی قاجاری تعزیه ائوی با بافت بومی و سنتی در کوچه کؤردلر می باشد.

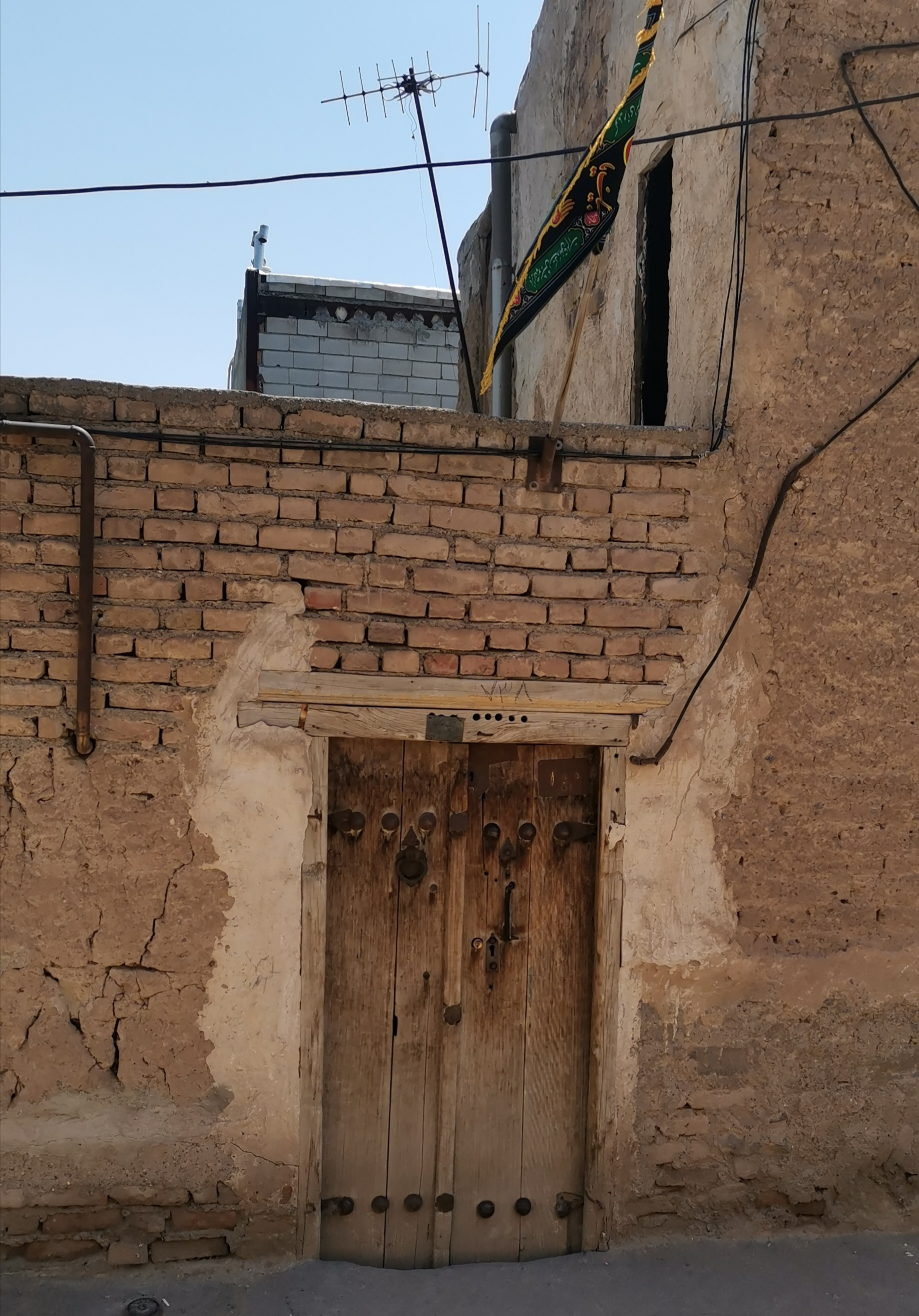
خانه قاجاری واقع در محله فرهنگی، تاریخی قراملک که از دیرباز هر ساله از محرم تا آخر صفر در آن مراسم تعزیه بانوان برگزار می شود.

از آثار معنوی تاریخی یکی داستان اصلی و کرم می باشد که با محوریت منطقه تاریخی قراملک تبریز در سال ۱۳۹۱ توسط میراث فرهنگی، صنایع دستی و گردشگری استان آذربایجان شرقی در فهرست میراث ناملموس آثار ملی کشور جمهوری اسلامی ایران ثبت ملی گردید
و دیگری قاراملیک قهرمان ملی همچون کوراوغلی و ستارخان و ... می باشد که در دوران حکومت اتابکان آذربایجان در دفاع از تبریز کشته می شود و جزو اسطوره های قهرمان ملی آذربایجان محسوب می شود که هنوز در فهرست آثار ملی ثبت نشده است.
یکی دیگر از مکانهای مقدس برای اهالی مقبره اصلی کرم یا عامیانه باجی قردش در کنار کنارگذرغرب تبریز واقع در اراضی کشاورزی قراملک می‌باشد که با بی‌توجهی مسولین در حال نابودی می‌باشد!
قراملک افتخار گذر جاده ابریشم را نیز از خود داشته‌است و خیابان وحدت امروزی همان جاده ابریشم باستانی می‌باشد و در کنار این جاده ملیک قهوه سی و چند کاروانسرا که امروزه بجز اسامی خالی دیگر آثاری از آن‌ها باقی نمانده‌است.
مرحوم حاج محمد ویجویه در کتاب بلوای تبریز که خاطرات خود از دوران مشروطیت در تبریز را نگاشته است بر نقش استراتژیک و گذر جاده ابریشم از این محله اشاره کرده و در صفحه 70 مینویسد: [چون این محله در جاده ارونق (شبستر) و خوی افتاده است و جاده بزرگ شهر است...] اشاره به جاده تاریخی ابریشم و جاده اصلی ورودی تبریز در دوران مشروطیت می کند که در حال حاضر دیگر از رونق افتاده است و لزوم احیای دوباره جاده ابریشم قدیم را بصورت نمادین در قراملک و بصورت واقعی با اتصال به شبستر می طلبد.

## ماشین‌سازی تبریزنماد صنعت آذربایجان در قراملک

مجسمه کارو اندیشه میدان ماشین‌سازی تبریز اثر بهروز حشمت.

محله قراملک بعد از سال ۱۳۵۰ با ایجاد کارخانه بزرگ ماشین‌سازی تبریز تبدیل به منطقه‌ای با سه کاربری مسکونی و صنعتی و بعدها آکادمیک شد. به دنبال ماشین‌سازی سیل کارخانجات زیادی از قبیل ایدم، موتوژن، صنایع پمپ‌سازی ایران، کمپروسورسازی تبریز، لیفتراک‌سازی سهند، چرخشگر، بنیان دیزل، شهرک فناوری خودرو و… بسوی این منطقه سرازیر شدند و بدنبال ایجاد صنعت بعضی از این شرکت‌ها با خود دانشگاه جامع علمی کاربردی را نیز راه اندازی کردند و این منطقه را تبدیل به قطب صنعتی-دانشگاهی تبریز نمودند. اما با این حال شرکت ماشین‌سازی تبریز دیگر در سطح شهر تبدیل به نماد این محله شده‌است و مجسمه کار و اندیشه (که با ارتفاع چهار و نیم متر نماد صنعتی شدن شهر تبریز می‌باشد) اثر بهروز حشمت در وسط میدان ماشین‌سازی نماد محله قراملک می‌باشد؛ که البته به علت انجام پروژه قطار شهری این مجسمه هم‌اکنون در محوطه کارخانه ماشین‌سازی و جلوی ساختمان مرکزی کارخانه نصب گردیده که بعد از اتمام پروژه مجدداً در جای قبلی نصب خواهد گردید. 

## کاروانسراهای تاریخی قراملک
قراملک تبریز بعلت موقعیت ژئوپولیتیکی خود و عبور جاده ابریشم از این محله تاریخی دارای سه کاروانسرای قدیمی می بود که در جوار این گذر تاریخی وظیفه اسکان مسافران را داشتند. 

## گذرهای قدیمی قراملک
- حکم آوار(حکم آباد) یولو (خیابان شهید حیدری به خلفلر قراملک: بعدها توسط شهرک بهشتی قطع شد)
- شام غازان یولو (میدان ماشین سازی به پارکینگ ماشین سازی به طرف شام غازان:توسط ریل راه آهن تبریز به جلفا قطع شد)
- آخونی یولو (خیابان وحدت به طرف سازمان فنی و حرفه ای و آخونی)
- مایان یولو (خیابان وحدت به طرف کنارگذر شهید باکری)
- ناخیر یولو( خیابان والفجر و خرمنگاه به طرف صوفیان و مرند و جلفا و نخجوان آذربایجان )

لازم بذکر است که گذر جاده ابریشم (ایپک یولو) از طرف حکم آباد به خلفلر قراملک و با عبور از میدان تاریخی حسینیه قراملک به مایان یولو (خیابان وحدت) وصل می شده است و از آنجا با عبور از مایان به جاده ارونق شبستر و خوی و به استانبول ترکیه وصل میشد.

## کوی‌ها
فهرست کوی‌های محلهٔ قراملک:
- آشاغی کوچه (میدان قدس)
- خلفی کوچه (عامیانه خلفی لر یا خلف لر: دالی کوچه) (خیابان شهید صافی)
- کند ایچی (میدان تاریخی حسینیه)
- خانه‌های سازمانی ماشین‌سازی (بادام آلتی) (کوی شهید بهشتی)
- دوققولو باغی (خیابان شهید نمکی)
- خشتان باغی (خیابان تلاش)
- دالی خیاوان (خیابان صنعت)
- کوی آیدین (چسبیده به شهرک بهشتی قراملک)
- عبدیل آباد (خیابان شهید همراه)
- فرش آباد (اولولر دربندی)
- ناخیر یولو (خیابان والفجر)

## قنات ها
- تاری آباد
- محمد آباد[۳۹]
- میرزا صادق[۴۰]
- میرخلیل[۴۱]

## باغ ها و اراضی کشاورزی
اراضی کشاورزی قراملک از دو زمین بزرگ به نامهای دیزج غلامعلی و دیزج مزرعه تشکیل یافته است که باغ ها و زمین های واقع در دیزج مزرعه دارای سند و اراضی واقع در دیزج غلامعلی اصلاحات ارضی می باشند.دیزج غلامعلی بخش راست خیابان وحدت تا رود آجی چای و دیزج مزرعه سمت چپ خیابان وحدت تا اراضی رواسان را شامل می شود.
فهرست باغ ها و اسامی اراضی کشاورزی دشت تبریز در قراملک عبارتند از: 
- تازا باغ (باغ مجتهدی)
- کهنه باغ
- جورابچی باغ
- حصار
- گوللو باغ (باغ منتسب به اصلی و کرم )
- حاج رضا باغی
- جعوره
- سلیمان چیمن
- گشاتریه
- یانیق
- اصلی کند
- قره داش
- زیده باغ
- دیزج فخرالدین(مزرعه فخرالدین احمد چارپردی معروف دیزه آغزی)
- بهرام آغیز
- قیرمیزی باغ
- شریک چیمن
- خرمنگاه
- یوسف چیمن
- جعفرهَ
- مزرعه
- زیده باغ
- قره گؤز
- فلاحت یئری

## مشاهیر قراملک
اصلی و کرم - اسطوره های عشق آذربایجان
قاراملیک - قهرمان ملی
قره عثمان - بنیانگذار حکومت آق قویونلوها
احد فرامرز قراملکی - فیلسوف
محمد حسن قدردان قراملکی - فیلسوف
ابوالقاسم جویبان قراملکی - فارماکولوژیست
محمود قراملکی - آهنگ ساز
آیتک سلامت - والیبالیست تیم ملی
حسین قراملکی  - قهرمان ماراتن
جلیل واعظ - انکولوژیست
فرهاد رحیم قراملکی - کاریکاتوریست
شب خیز - شاعر
شکیب - شاعر

## آرامستان های قراملک
قراملک از قدیم‌الایام مانند دیگر محلات قدیمی، خود دارای قبرستانهایی مجزا از دیگر محلات تبریز بود که اموات خود را در این فبرستانها دفن می‌کردند که با توسعه شهر از بین رفته و تبدیل به خیابان شده‌اند یکی از این قبرستانها در محل کنونی میدان ماشین‌سازی می‌بود که اهالی محله خلفلر و میدان حسینیه
قراملک اموات خود را در آنجا دفن می‌کردند که بعد از ایجاد کارخانه ماشین‌سازی، کاربری آن عوض و تبدیل به میدان شده و اهالی اموات خود را از آنجا به قبرستان وادی السلام شهر قم و یا
به قبرستانی که آخر خیابان نهضت با نام قبرستان بهرام خیز (بهرام آغیز) ایجاد شد، انتقال دادند و قبرستان دیگری نیز کنار تازاباغ قراملک در انتهای خیابان وحدت بعد از تقاطع خیابان تلاش می‌بود که اهالی محله آشاغی کوچه اموات خود را در آنجا دفن می‌کردند که تبدیل به خیابان گشته و به روبه‌روی آن با نام جدید روضه رضوان انتقال یافت.
قبرستان بهرام خیز مزار شهید صافی (از شهدای انقلاب اسلامی) و عارفانی هم چون قاسیم عمی می‌باشد. لازم بذکر است که بعد از تخریب قبرستان قدیمی در میدان ماشین‌سازی، قبر قاسیم عمی به این قبرستان انتفال یافته‌است و روزهای پنج شنبه شاهد زائران زیادی می‌باشد.